# Роули, Марк
Марк Роули (англ. Mark Rowley, род. 29 января 1990, Пейсли, Стратклайд) — шотландский актёр, снимался в сериалах «Домашние очаги» (2016), «Испанская принцесса» (2020) и «Северные воды» (2021), известен по роли ирландского воина Финана, в сериале «Последнее королевство», также сыграл в сериале от Netflix «Ведьмак: Происхождение».

## Ранние годы и карьера
Марк родом из Пейсли, Шотландия. В 2013 году окончил Королевскую консерваторию Шотландии в Глазго. В том же году Марк сыграл эпизодическую роль в сериале «Лютер». Марк сыграл главную роль в короткометражном фильме 2018 года «Lift Share», премьера которого состоялась на Эдинбургском кинофестивале.
С 2017 по 2022 год Марк вместе играл роль ирландского воина Финана, напарника Утреда, в средневековой телевизионной драме Netflix «Последнее королевство». В 2020 году сыграл роль Бэйна в сериале BBC «Северные воды». В том же году Марк получил роль Александра Стюарта во 2-м сезоне исторической драмы от канала Starz «Испанская принцесса».
В 2022 году Марк присоединился к актёрскому составу мини-сериала от студии Netflix «Ведьмак: Происхождение».

## Фильмография
| Год  | Заголовок                   | Роль   | Заметки                |
| ---- | --------------------------- | ------ | ---------------------- |
| 2014 | The Trouble Downstairs      | Терри  | Короткометражный фильм |
| 2018 | Lift Share                  | Мердок | Короткометражный фильм |
| 2018 | Макбет                      | Макбет |                        |
| 2019 | Пушки Акимбо                | Дейн   |                        |
| 2022 | Семь королей должны умереть | Финан  | Постпродакшн           |

## Телевидение
| Year      | Title                  | Role             | Notes       |
| --------- | ---------------------- | ---------------- | ----------- |
| 2011      | Преступления прошлого  | Джош Фэрли       | 1 эпизод    |
| 2013      | Лютер                  | Каллум           | Эпизод #3.3 |
| 2014      | Молодой Дракула        | Пирс             | 4 эпизода   |
| 2016      | Домашние очаги         | Стивен Бэнкс     | 2 эпизода   |
| 2020      | Северные воды          | Бейн             | Эпизод #1.1 |
| 2020      | Испанская принцесса    | Александр Стюарт | 5 эпизодов  |
| 2021      | Домина                 | Варика           | 1 эпизод    |
| 2017-2022 | Последнее королевство  | Финан            | 36 эпизодов |
| 2022-     | Ведьмак: Происхождение |                  |             |

## Озвучка
| Год  | Заголовок                               | Роль                                      |
| ---- | --------------------------------------- | ----------------------------------------- |
| 2015 | Assassin’s Creed: Syndicate (видеоигра) | Алекса́ндр Гре́йам Белл (голос)             |
| 2017 | Star Wars: Battlefront II (видеоигра)   |                                           |
| 2018 | Battlefield V (видеоигра)               |                                           |
| 2022 | The DioField Chronicle (видеоигра)      | Уильям Хенде (английская версия, озвучка) |